# KIAA1257
KIAA1257 es una proteína que en los humanos está codificado por el KIAA1257 gen. KIAA1257 ha sido mostrado para ser implicar con la activación de genes implicó en determinación de sexo
.

## Gen
En los seres humanos, el gen KIAA1257 se encuentra en el cromosoma 3q21.3. Abarca 122 kilopares de bases (kBp) y contiene 22 exones. Está flanqueado por la proteína Rab-43 relacionada con Ras y varios pseudogenes y en la hebra opuesta, miembro de la familia de Acil CoA deshidrogenasa 9 (ACAD9) y dominio EF-mano y espiral que contiene 1 (EFCC1).

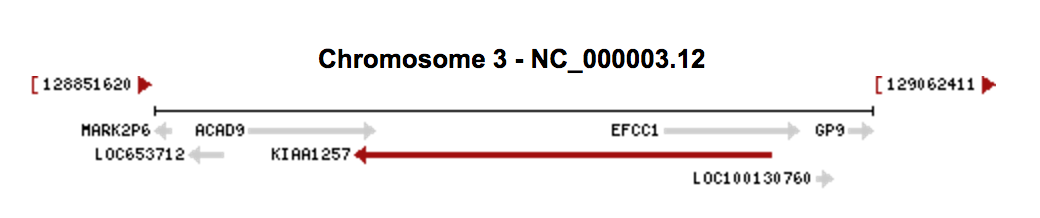
Locus genético KIAA1257

## Transcripts
Los exones de KIAA1257 se empalman alternativamente en 17 isoformas diferentes (Tabla 1). La isoforma X1 codifica el producto proteico más largo y la isoforma X4 es la variante más común traducida. Tanto las UTR 5 'como 3' son capaces de formar estructuras de tallo bucle que podrían servir como sitio de unión para proteínas de unión a ARN.
| Isoforma | Longitud (pb) |
| -------- | ------------- |
| X1       | 8645          |
| X2       | 8641          |
| X3       | 8218          |
| X4       | 8612          |
| X5       | 8370          |
| X6       | 8190          |
| X7       | 3524          |
| X8       | 3428          |
| X9       | 7801          |
| X10      | 7685          |
| X11      | 7862          |
| X12      | 7809          |
| X13      | 13296         |
| X14      | 13401         |
| X15      | 7579          |
| X16      | 7585          |
| X17      | 2163          |

tabla 1

## Proteína
La proteína KIAA1257 existe más comúnmente como una traducción de la isoforma X4 de ARNm, que tiene solo la mitad de la longitud del producto de la isoforma X1, aunque tienen longitudes de ARNm similares. La isoforma de proteína X1 tiene 1179 aminoácidos de longitud, un peso molecular de 136,4 kilodaltons (kDa) y un punto isoeléctrico (pI) de 8,1. KIAA1257 contiene un dominio de función desconocida ( DUF ) 4550 en el primer tercio de la secuencia de la proteína que tiene un alto contenido de lisina (15%).  La mayor parte de la proteína existe en una estructura de espiral aleatoria, pero los tercios finales contienen 6 hélices alfa predichas. Se predice que KIAA1257 se localiza en el núcleo y contiene varias señales de localización nuclear . A continuación se muestra un resumen de los ortólogos KIAA1257.
| Especies     | Identidad | Longitud | MW    | pI  | Localización (confianza) |
| ------------ | --------- | -------- | ----- | --- | ------------------------ |
| Humano       | 100%      | 1179     | 136,4 | 8.1 | Núcleo (73,9%)           |
| Chimpancé    | 97%       | 1147     | 131,7 | 8.5 | Núcleo (65,2%)           |
| Perro        | 69%       | 1163     | 133,6 | 8,9 | Núcleo (82,6%)           |
| Turquía      | 39%       | 1174     | 132,0 | 8.5 | Núcleo (65,2%)           |
| Gar manchado | 36%       | 1320     | 148,2 | 7.7 | Núcleo (73,9%)           |

Mesa 2

## Expresión y regulación
KIAA1257 se expresa principalmente en los testículos y ovarios de humanos adultos, sin embargo, la expresión es baja en estos tejidos. KIAA1257 se expresa más intensamente durante las primeras etapas de desarrollo. La expresión es la más alta en las etapas de 2 a 8 células del desarrollo embrionario y comienza a declinar de manera constante después de la formación de la mórula y luego el blastocito.
KIAA1257 tiene una región promotora cadena arriba de la UTR 5 'con varios sitios de unión al factor de transcripción, incluido un sitio de unión Sox11 . Sox11 participa en la regulación de muchos genes del desarrollo.

## Significación clínica
Se ha demostrado que KIAA1257 activa la expresión del miembro 1 del grupo A de la subfamilia 5 del receptor nuclear ( NR5A1 ). NR5A1 está involucrado en la determinación del sexo y los defectos en el gen están relacionados con la reversión del sexo XY.

## Homología
KIAA1257 está encontrado en todos los  vertebrados excepto cartilaginosos y jawless peces. KIAA1257 orthologs en pájaros, pez, y los reptiles tienen 30-40% identidad con humanos mientras mamíferos como cabras, gatos, y los perros tienen 60-70% identidad y los primates tienen 85-99% identidad.
| Especie                      | Identidad | Cubierta | Longitud |
| ---------------------------- | --------- | -------- | -------- |
| Humano                       | 100%      | 100%     | 1179     |
| Chimp                        | 97%       | 99%      | 1147     |
| Perro                        | 69%       | 92%      | 1163     |
| Prairie Ratón de ciervo      | 67%       | 93%      | 1164     |
| Cabra                        | 61%       | 75%      | 931      |
| Musaraña común               | 58%       | 53%      | 660      |
| Brown spotted víbora de fosa | 36%       | 77%      | 1080     |
| Nile tilapia                 | 34%       | 84%      | 1050     |

Tabla 3